# Calyptotheca rugosa
Calyptotheca rugosa is een mosdiertjessoort uit de familie van de Lanceoporidae. De wetenschappelijke naam van de soort is voor het eerst geldig gepubliceerd in 1974 door Hayward.